# Рыбчинский, Збигнев
Зби́гнев Рыбчи́нский (пол. Zbigniew Rybczyński; род. 27 января 1949, Лодзь, Польша) — польский режиссёр и кинооператор. Лауреат премий «Оскар» (1983) и «Эмми» (1990).

## Биография
Начал работать кинематографистом в Европе и США уже в 1970-х годах. Его работа заслужила немало наград как в США и Японии, так и в Европе. В 1983 году Рыбчинский был удостоен премии Оскар в номинации «лучшая короткометражная анимационная лента» за мультипликационный фильм «Танго». Ночь церемонии вручения премии была полна курьёзов: сначала Кристи МакНикол, объявляя имя победителя, назвала его Збигневски Скаем (Zbigniewski Sky), затем речь лауреата заглушил оркестр. Получив статуэтку, автор мультфильма решил выйти покурить, однако охранник не захотел впустить Рыбчинского, одетого в смокинг и кеды, обратно в аудиторию. Объяснения на ломаном английском с польским акцентом усугубили дело, и охрана решила, что он ещё и пьян. Прибывшего на место инцидента полицейского Рыбчинский назвал «американской свиньей» и попытался ударить в пах, и новоиспечённый обладатель «Оскара» вынужден был провести ночь в полицейском участке, прежде чем выяснились все обстоятельства.
Рыбчинский получил премию «Эмми» за спецэффекты в фильме «Оркестре» (1990), Golden Gate Award и другие, врученные на Electronic Cinema Festival в Токио. Среди его наград — MTV, American Video Awards, Monitor Awards и the Billboard Music Video Awards. Рыбчинский преподавал кинематографию в Польше, создание фильмов посредством компьютера в Нью-Йорке, а также был профессором экспериментального кино в Германии.

## Видеоклипы
Рыбчинский был востребован в качестве режиссера видеоклипов в ранние годы MTV. Он сотрудничал с такими исполнителями как Алан Парсонс, Лу Рид, Мик Джаггер, Art of Noise, Simple Minds, Pet Shop Boys и другие. Был одним из первых режиссеров музыкальных клипов, кто активно использовал в своей работе съемки с хромакеем.